# Gwawaenuk

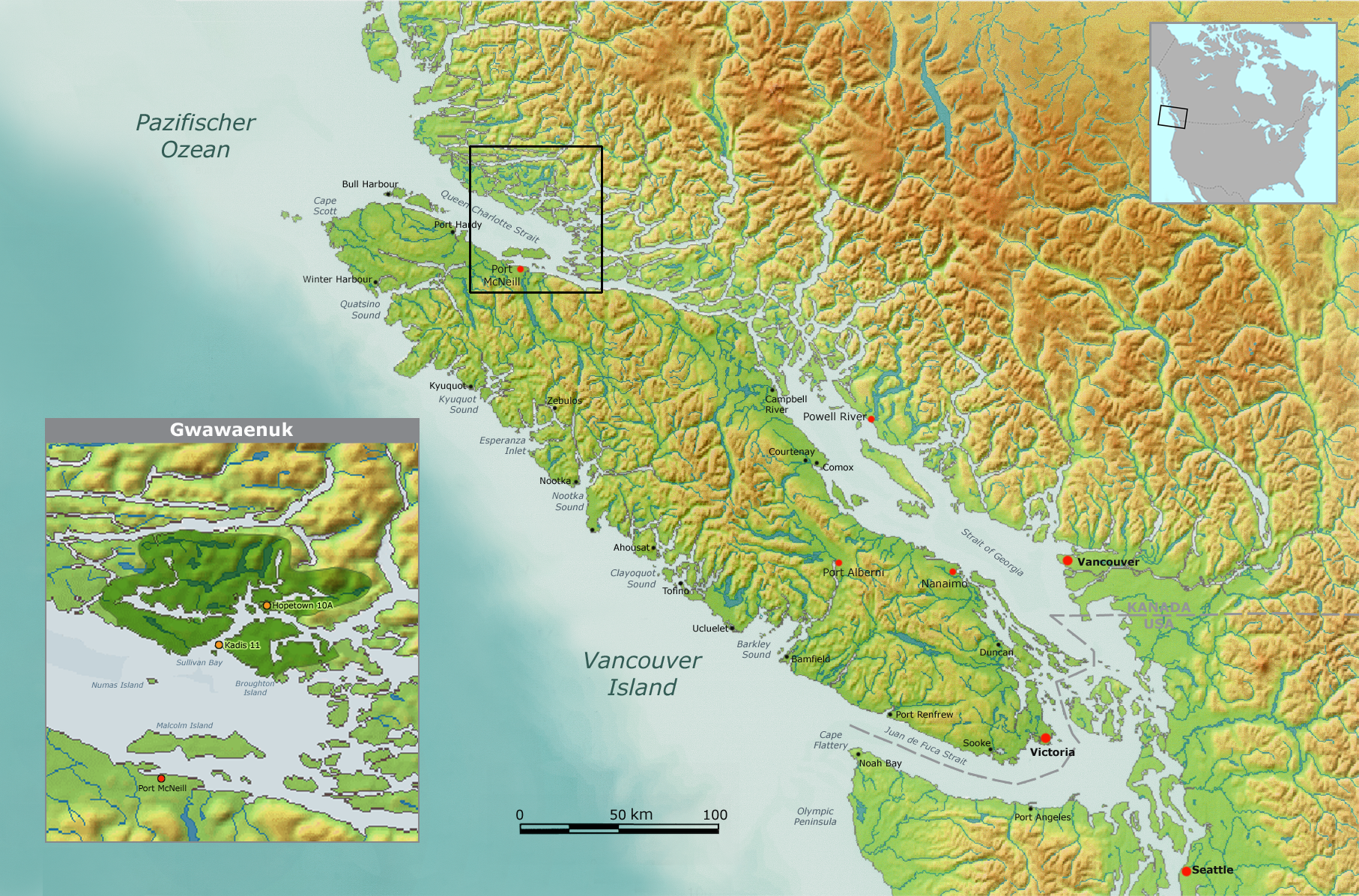
Traditionelles Territorium der Gwawaenuk und ihre Hauptreservate

Gwawa'enux oder Hope Town, offiziell Gwawaenuk Tribe, ist ein in der kanadischen Provinz British Columbia beheimateter Indianerstamm. Dessen Angehörige leben überwiegend in gegenüber von Port Hardy (auf Vancouver Island) an der Ostseite der Johnstone Strait. Ihre Sprache ist Kwak'wala. 
Sie gehören zu den nördlichen Kwakwaka'wakw und bilden dort zusammen mit zwei anderen Stämmen, den Kwicksutaineuk und den Tsawataineuk den Musgamagw Tsawataineuk Tribal Council. 

## Geschichte
Das frühere Wohngebiet der Gwawaenuk lag an der Nordspitze von Vancouver Island. Um 1850 lebten sie in der Nachbarschaft der Kwakiutl und anderer Kwak'wala sprechender Stämme auf Watson Island. Archäologische Untersuchungen sind derzeit nicht vorgesehen, obwohl die verschiedenen Muschelhügel wohl bereits von Plünderern angegangen worden sind, wie etwa in der Jennis Bay und am Drury Inlet.

## Reservate
Seit 1916 leben sie hauptsächlich im Reservat Hopetown 10a (2,4 ha) an der Südküste von Watson Island, Grappler Sound, im Coast District. Ihre zehn Reservationen umfassen insgesamt 206 ha und liegen an der Wells Passage im Norden der Queen Charlotte Strait. Kunstamis 2 und 2a (7 und 39,2 ha) liegen am Nordufer der Claydon Bay am Grappler Sound. Dort findet sich auch das Reservat Lawanth 5 (5,7 ha), das an der Embley Lagoon liegt. Um den Crappler Sound liegen auch Magwekstala 10 (3,8 ha), das an der Ostseite der Burley Bay der Hopetown Passage, südlich der Watson Insel liegt. Auf dieser Insel liegt an der Südseite Hopetown 10a (2,4 ha). Am Ostende des Mackenzie Sound liegt Keogh 3 (4,3 ha), wo sich auch Quay 4 (4 ha) befindet, allerdings am Nordende der Nimmo Bay. Das vergleichsweise große Reservat Kadis 11 (128,6 ha) umfasst die Dickson-Insel und den Westen der Broughton Insel. Dazu kommt Dove Island 12 (8,1 ha), das die gleichnamige Insel umfasst und am Eingang des Actress Pass am Drury Inlet liegt. Am Drury Inlet liegt auch Gleyka 6 (3,2 ha), genauer an der Ostküste des Actaeon Sound.
Von den 39 Stammesangehörigen lebten im Juli 2009 18 im eigenen Reservat, dazu kamen 21 Angehörige, die außerhalb von Reservaten lebten.

## Aktuelle Situation
Die Lebensmittelversorgung, die bis vor wenigen Jahrzehnten unmittelbar aus der Umgebung erfolgte, ist aufgrund von Algenzuwanderungen, aber vor allem wegen der Schäden aus Fischzuchten und -fabriken nicht mehr möglich. 2003 gab es allein am Broughton Archipelago rund 30 Fischzuchten. Nirgendwo im Westen Kanadas ist die Konzentration von Fischfarmen so groß, wie hier. Die nächsten Fischfarmen liegen nur wenige Kilometer entfernt an der Mt. Simmonds Bay und an der Wehlis Bay. 2002 brachen die Lachspopulationen (vor allem der pink salmon) zusammen, seitdem gibt es keine Lachswanderungen mehr, was wiederum die Bärenpopulation aushungert und weitere ökologische Folgen nach sich zieht. Besonders Heritage Salmon Limited und Stolt Sea Farm Inc. stechen hierbei hervor. Letztere ist Ableger eines ehemals norwegischen, inzwischen luxemburgischen Unternehmens. 2000 schätzte man noch 3,6 Millionen Lachse, zwei Jahre später waren es kaum noch 150.000 -  Pink Salmons ziehen hier nur alle zwei Jahre.
2003 wandten sich die Indianer mit Hilfe des Sierra Legal Defense Fund an den British Columbia Supreme Court, den Obersten Gerichtshof der Provinz British Columbia. Dazu schlossen sie sich mit den Tsawataineuk, Namgis und Kwicksutaineuk Bands zusammen, die ebenfalls betroffen sind.
Vor dem Hintergrund dieser und anderer Erfahrungen verweigerten ab 2005 vier Stämme jede Mitarbeit beim staatlichen Central Coast Land and Resource Management Plan, unter ihnen die Gwawaenuk.
Immerhin erhielt der Stamm 2006 knapp 20.000 Dollar für die Einrichtung einer Sprach- und Kulturschule. Am 8. März 2007 folgten weitere 104.483 Dollar für Soziales und Infrastrukturmaßnahmen.
Traditioneller Häuptling war Charlie Williams, ihm folgte Robert Joseph. 2017 besuchte Ulrike Folkerts im Zusammenhang mit der Geschichtsdokumentation Guardians of Heritage – Hüter der Geschichte auch den Häuptling der Gwawaenuk als einen der Überlebenden des kanadischen Internatsystems, in das die indigenen Kinder bis in die 1990er Jahre gezwungen wurden.
Die Wälder sind, trotz der jahrzehntelangen Kahlschläge, immer noch ein wichtiger ökonomischer Faktor. Daher hat der Stamm die Kwa-wa-aineuk Timber Development Enterprises gegründet. Sie gründet Joint Ventures und führt Verhandlungen mit anderen Holzunternehmen.